# Solata
Solata je ena od več različnih jedi, vključno z zelenjavnimi solatami, solato z testeninami, stročnicami, jajci ali zrni, mešanimi solatami, ki vsebujejo meso, perutnino, morske sadeže ali sadne solate.
Vključujejo lahko mešanico hladno in toplo, pogosto vključno s surovo zelenjavo in sadjem.Zelene solate vključujejo liste solate in listnato zelenjavo z omako ali prelivom.Ostale solate so na osnovi testenin, rezancev ali želatine.Večina solat se tradicionalno servira hladno, nekatere v Južni Nemčiji pa so servirane toplo. Zelene solate vključno z listi solate se običajno postrežejo s prelivom ali različnimi okrasi, kot so oreščki ali krušne kocke, včasih z dodatkom mesa, rib, testenin, sira, jajc ali celih zrn.
Solate so lahko postrežene na kateri koli točki med obrokom.  
Lahko so:     
- predjed, lahke solate za spodbujanje apetita kot prvi obrok
- solate, ki spremljajo glavno jed kot prilogo
- solate, ki vključujejo del beljakovin,kot so piščančja prsa ali rezine govejega mesa
- lahke solate, ki se jih postreže po glavni jedi
- solate kot sladice, ki po navadi vsebujejo želatino in sladko smetano.

## Etimologija
Beseda solata prihaja iz Francoske solate istega pomena iz Latinske besede šalata(slano)in iz besede sal(sol).(Druge s soljo povezane besede vključujejo omako, salso, klobase...)V angleščini se beseda prvič pojavi kot "salad" ali "sallet" v 
14.stoletju. Sol je povezana s solato, ker je bila zelenjava v Rimskih časih začinjena s slanico ali slanim oljem in kislimi prelivi.
Terminologija "solatni dnevi", ki pomeni "čas mladostne neizkušenosti"(na pojem "zelenih"), najprej zabeleži Shakespeare leta 1606, med tem ko se uporaba solatnega bara najprej pojavi v ameriški angleščini leta 1976.

## Zgodovina
Zgodovinarji pravijo, da so pred 2000.leti Rimljani jedli mešano zeleno solato s prelivi, Babilonci pa so bili znani po zeleni solati preliti z oljem in kisom. Leta 1699 je v diskurzu o solatah John Evelyn v svoji knjigi Acetaria poskušal spodbujati svoje rojake Britance, da bi jedli svežo zeleno solato, vendar brez uspeha.
V ZDA postanejo solate popularne v poznem 19. stoletju, v drugih religijah po svetu pa jih popolnoma sprejmejo v 2. polovici 20. stoletja. Iz Evrope in Amerike do Kitajske, Japonske in Avstralije se solate najprej prodajajo v supermarketih, v restavracijah (restavracije imajo pogosto "solatni bar" z določenimi sestavinami za izdelavo solate, ki si jo kupci pripravijo sami po svojem okusu) in v verigah s hitro hrano. Na ameriškem trgu verige hitre hrane; kot sta McDonald's in KFC, kjer se običajno prodaja mastna hrana, kot so hamburgerji, krompirček in ocvrt piščanec, zdaj prodajajo pakirane solate zaradi osveščenosti zdravja kupcev.

## Tipi solat

### Zelena solata
"Zelena solata" ali "vrtna solata" je največkrat sestavljena iz listnate zelenjave kot so sorte zelene solate, špinače ali rukole. Zaradi svoje nizke gostote kalorij, so zelene solate skupne dietni prehrani. Solatni listi so lahko rezani ali pretrgani. 

### Zelenjavna solata
Za solato se lahko uporablja vsa vrsta zelenjave. Zelenjava, ki se uporablja za solato vključuje kumare, papriko, paradižnik, gobe, čebulo, mlado čebulo, rdečo čebulo, avokado, korenje, zeleno in redkev.Druge sestavine kot so olive, trdo kuhano jajce, artičoke, pražena rdeča paprika, stročji fižol, krušne kocke, siri, meso (npr:slanina, piščanec) ali morska hrana (tuna, škampi) so po navadi dodane k solati.

### Vezana solata
Vezana solata je lahko sestavljena (urejena) ali vržena (dana v skledo in zmešana s prelivom). Prelivi so kombinirani z gostimi omakami kot je majoneza. Porcija vezane solate ima lepo obliko, če je na krožnik postrežena s sladoledno zajemalko. Primeri vezane solate so tunina solata, solata s testeninami, solata s piščancem, jajčna solata in paradižnikova solata. Vezane solate se pogosto uporabljajo kot nadevi za sendviče. Prav tako so priljubljene na piknikih, saj se lahko vnaprej pripravljene hranijo v hladilniku.

### Solata kot glavna jed
Takšne solate lahko vsebujejo ocvrte ali na žaru pečene kose piščanca, morske sadeže ali ocvrte kozice, ribe, zrezke kot so tuna, mahi-mahi ali losos. Na solato se lahko doda narezan zrezek. Cezar solata, Grška solata, ... so solate, ki so lahko postrežene kot glavna jed, po navadi za večerjo.

### Sadna solata
Sadne solate so narejene iz sadja in vključujejo tudi sadne kokteile, ki se jih lahko pripravi iz svežega ali konzerviranega sadja.

### Sladka solata
Sladka solata redko vključuje listnato zelenjavo in je po navadi sladka. Narejena je z želatino in stepeno smetano(velikokrat z blagovno znamko Jell-O ali Cool Whip)npr: Jello solata, solata s pistacijo. Druge oblike sladke solate so snickers solata, riževa in piškotek solata in so priljubljene v predelih ZDA.

## Primeri solat

### Svetovne solate
Seznam ostalih solat:
- Brokoli solata
- Cezar solata
- Candle solata
- Caprese solata
- Chef solata
- Fižolova solata
- Piščančja solata
- Kitajska piščančja solata
- Zeljnata solata
- Strnjena solata
- Piškotek solata
- Crab Louie solata
- Jajčna solata
- Sadna solata
- Gado-gado solata
- Grška solata
- Ham solata
- Izraelska solata
- Makaronova solata
- Krompirjeva solata
- solata Oliver
- Šopska solata (ime po Šopovih, pastirjih s Šar planine, kot so jih imenovali prebivalci Prizrena)
- Tunina solata

## Prelivi
Omake za solate se pogosto imenujejo prelivi. Koncept solatnega preliva se razlikuje v različnih kulturah. 
V Zahodni kulturi obstajajo tri osnovne vrste solatnih prelivov:
- Vinaigrette,
- kremni prelivi, po navadi majoneze, lahko pa tudi jogurt, kisla smetana, mleko ali sveža smetana,
- prelivi za kuhanje, podobni so kremnim prelivom, vendar se po navadi zgostijo z dodajanjem rumenjakov in rahlim segrevanjem.

Vinaigrette je mešanica (emulzija) olja in kisa, po navadi z okusom zelišč, začimb, soli, popra, sladkorja in drugih sestavin. Uporablja se najpogosteje kot solatni preliv lahko pa tudi kot omake ali marinade.
V Severni Ameriki je Ranch preliv na osnovi majoneze najbolj priljubljen. Tradicionalni prelivi v Franciji so vinaigrettes, po navadi gorčica, medtem ko majoneza prevladuje v vzhodno evropskih državah in Rusiji. Na Danskem prelivi pogosto temeljijo na sveži smetani. V južni Evropi so priljubljene solate s kisom in oljem. V Aziji  solati dodajajo sezamovo olje, ribje omake, citrusov sok ali sojino omako za preliv.
V nadaljevanju so primeri skupnih solatnih prelivov:
- Ceasar preliv
- Ekstra deviško oljčno olje
- Francoski preliv
- Ginger preliv
- Italijanski preliv
- Ruski preliv
- Vinaigrette
- Humus preliv

## Prelivi in okrasi
Najbolj popularni solatni okrasi so oreščki, krušne kocke, sardele, slanina, pesa, paprika, narezan korenček, zmleta zelena, narezane kumare, peteršilj, narezane gobe, narezana rdeča čebula, redkev, sončnično seme, (brez lupine), meso in češnjev paradižnik.Različni siri, jagode, semena in druge sestavine so lahko dodane k zeleni solati. Pogosto se uporablja sir v obliki kock, nariban sir, modri sir, parmezan ali pa feta sir.